# Labarthe (Tarn i Garonna)
Labarthe – miejscowość i gmina we Francji, w regionie Oksytania, w departamencie Tarn i Garonna.
Według danych na rok 1990 gminę zamieszkiwały 364 osoby, a gęstość zaludnienia wynosiła 16 osób/km² (wśród 3020 gmin regionu Midi-Pireneje Labarthe plasuje się na 707. miejscu pod względem liczby ludności, natomiast pod względem powierzchni na miejscu 476.).